# Gaspar Salgado Gayoso
Gaspar Salgado Gayoso (Galizia, ... – L'Aquila, 7 febbraio 1644) è stato un vescovo cattolico spagnolo.

## Biografia
Nato in Spagna all'interno della nobile famiglia galiziana dei Salgado di Tamaguelos e imparentato anche con la famiglia dei Gayoso, diventò sacerdote sin dalla giovane età. L'11 dicembre 1628 fu nominato vescovo dell'Aquila da Filippo IV di Spagna, dopo la rinuncia di Álvaro de Mendoza, venendo confermato da papa Urbano VIII; il 21 dicembre fu consacrato da Cosimo de Torres, cardinale presbitero di San Pancrazio fuori le mura, insieme a Benedicto Váez e Giovanni Battista Indelli come co-consacranti. Mantenne il suo incarico fino alla morte, avvenuta nel 1644, e venne seppellito nella cattedrale cittadina dei Santi Massimo e Giorgio.

## Stemma e motto
Lo stemma è semitroncato partito:
- nel partito vi è una delle forme dello stemma della famiglia Salgado: due aquile reali sopra una torre che beccano dentro una saliera d'oro;
- nel primo troncato vi è lo stemma della famiglia Sotelo: albero sradicato e due capre fronteggianti;
- nel secondo troncato vi è lo stemma della famiglia Gayoso: campo d'argento e tre fasce d'azzurro, con dentro tre trote di cui quella al centro in direzione contraria alle altre.

Il motto del vescovo era "Salga do saliere", motto della famiglia Salgado.

## Genealogia episcopale
La genealogia episcopale è:
- Cardinale Guillaume d'Estouteville, O.S.B.Clun.
- Papa Sisto IV
- Papa Giulio II
- Cardinale Raffaele Riario
- Papa Leone X
- Papa Clemente VII
- Cardinale Antonio Sanseverino, O.S.Io.Hieros.
- Cardinale Giovanni Michele Saraceni
- Papa Pio V
- Cardinale Innico d'Avalos d'Aragona, O.S.Iacobi
- Cardinale Scipione Gonzaga
- Patriarca Fabio Biondi
- Papa Urbano VIII
- Cardinale Cosimo de Torres
- Vescovo Gaspar Salgado Gayoso